# 1546 en santé et médecine
| Années de la santé et de la médecine : 1543 - 1544 - 1545 - 1546 - 1547 - 1548 - 1549    |
| Décennies de la santé et de la médecine : 1510 - 1520 - 1530 - 1540 - 1550 - 1560 - 1570 |

Cet article présente les faits marquants de l'année 1546 en santé et médecine.

## Événements
- Le roi Henri VIII fonde à Oxford l'institution du Regius Professorship of Medicine[1].
- Mort de Thomas Elyot (né en 1490), diplomate et philosophe anglais, auteur en 1534 d'un Castel of Health[2], régime de santé qui « en [sera] à sa treizième édition en 1595[3] ».

## Publications
- Antonio Musa Brasavola (1500-1555) fait imprimer à Venise, par Girolamo Scotto, ses commentaires d'Hippocrate et Galien sur « le régime des maladies aiguës » (De ratione victus in morbis acutis), où il est le premier à enregistrer une trachéotomie humaine réussie[4],[5].
- Le Dispensatorium pharmacopolarum (« Dispensaire des pharmaciens ») de Valerius Cordus (1515-1544) est imprimé à Nuremberg par Johann Petreius[6],[7].
- Sous le titre de Dissection des parties du corps humain, Charles Estienne (c.1504-1564) publie à Paris, chez Simon de Colines[8], la traduction française de son traité De dissectione partium corporis humani, sorti des ateliers du même imprimeur l'année précédente 1545[9].
- Jérôme Fracastor († 1553) fait imprimer à Venise chez les Giunta son De contagione, contagiosis morbis et eorum curatione (« De la contagion, des maladies contagieuses et de leur traitement »), ainsi que le De sympathia et antipathia rerum, « ouvrage qui le précède formant comme une sorte d'introduction[10] ».
- Janus Cornarius fait imprimer à Bâle par Jérôme Froben, fils de Johann, la deuxième traduction latine de la Collection hippocratique[11], faite à partir de sa propre édition grecque de 1538[12].

## Naissances
- Heo Jun (mort en 1615), médecin à la cour de Seonjo, roi de Corée, surtout connu comme auteur du Dongui bogam[13].
- 1521, 1544 ou 1546[14] : Joseph du Chesne (mort en 1609), chimiste, médecin, écrivain et diplomate français[15].